# ايمانويل جيل
ايمانويل جيل (بالإسبانية: Emmanuel Gil)‏ (16 أغسطس 1986 في المكسيك - ) هو لاعب كرة قدم مكسيكي في مركز الدفاع. لعب مع نادي بويبلا وتيبورونيس روخوس دي فيراكروز وريبوسيروس دي لا بيداد ‏ وAlbinegros de Orizaba ‏.

## وصلات خارجية
- ايمانويل جيل على موقع قاعدة بيانات كرة القدم.إي يو (الإنجليزية)
- ايمانويل جيل على موقع AS.com (الإسبانية)